# Грегори, Иоганн Готфрид
Иоганн (Яган) Готфрид Грегори (нем. Johann Gottfried Gregorii; 1631, Мерзебург — 16 февраля 1675) — лютеранский пастор, учитель, один из организаторов и режиссёров первого придворного театра в России.

## Биография
Иоганн Готфрид Грегори — сын марбургского врача и пасынок лейб-медика Лаврентия Блументроста. В 1658 году прибыл в Москву и получил место приходского учителя в школе при лютеранской церкви Св. Михаила в Новой Немецкой слободе. В 1662—1669 годах — пастор этой церкви, а в 1670—1675 годах — церкви святых Петра и Павла.
Красноречие и учёность создали Грегори врагов в лице старых пасторов немецкой слободы Фокеродта и Фадемрехта, но его спасло заступничество влиятельного генерала Баумана. В середине 1660-х годов он ездил в Германию с поручением русского правительства приискать «рудознатцев и добрых суконного дела мастеров». По возвращении он устроил при своей церкви школу для детей православного и лютеранского исповеданий, при которой основал домашний театр для представления пьес духовно-нравственного содержания.

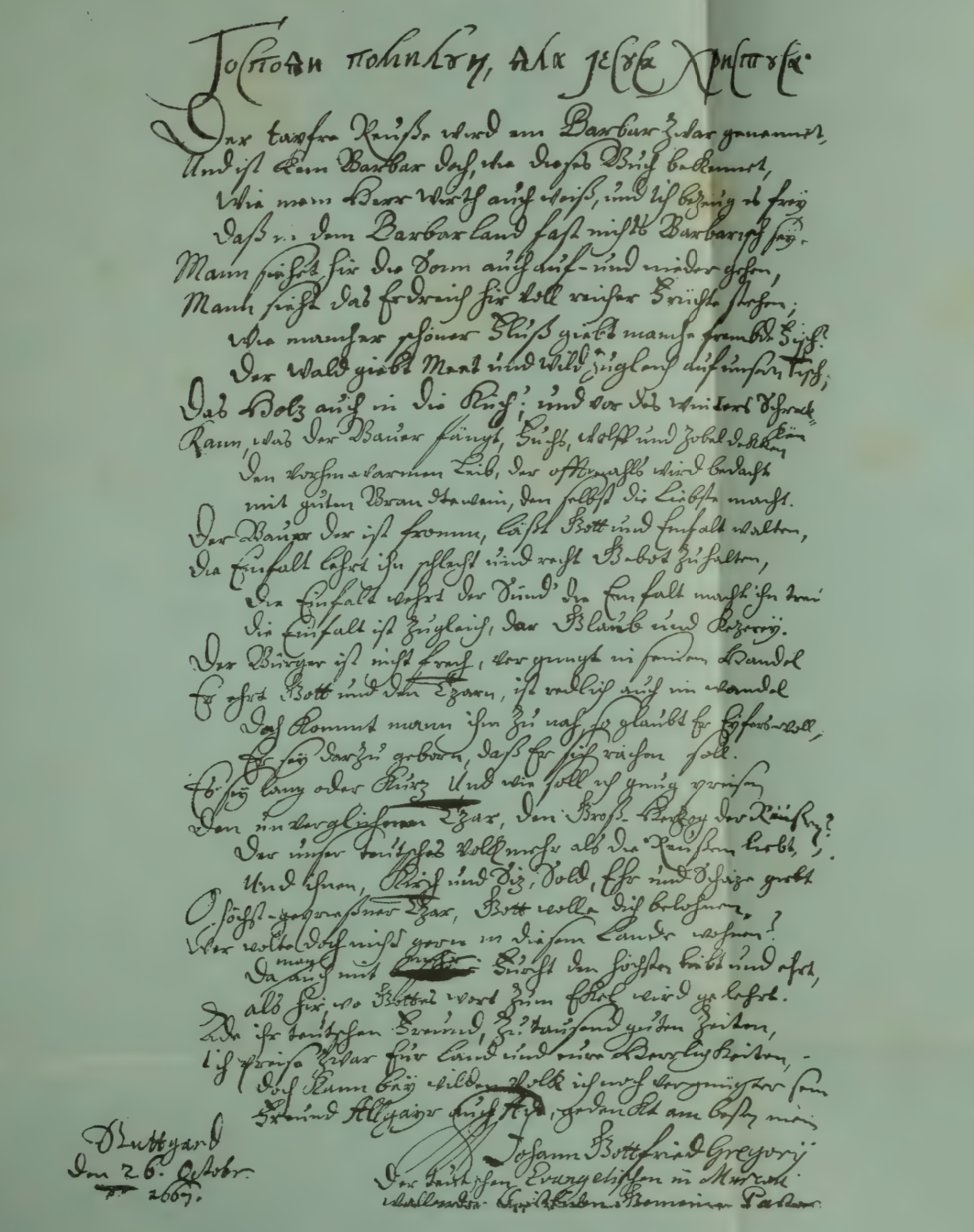
Автограф пастора И. Г. Грегори

Узнав об этом через боярина Артамона Матвеева, царь Алексей Михайлович приказал Грегори «учинить комедию, а на комедии действовать из Библии книгу Эсфирь и для того действа устроить хоромину вновь» в селе Преображенском. Грегори вместе с учителем приходской школы Юрием Гивнером собрал в Москве «детей разных чинов служилых и торговых иноземцев, всего 64 человека» и стал с ними разучивать комедию о Эсфири, или так называемое «Артаксерксово действо», разыгранное 17 октября 1672 года. Невиданное ранее зрелище очаровало царя, следившего за ходом пьесы в продолжение 10 часов непрерывно, после чего царь щедро наградил комедиантов и Грегори.
В 1673 году пастор стоял уже во главе целой школы, в которой обучались «комедийному делу» 26 мещанских детей. Репертуар Грегори — преимущественно «потешные, радостные комедии», а также трагедии, например, «Баязет и Тамерлан». В постановке пьес принимал участие и Лаврентий Рингубер, записки которого «Relation du voyage en Russie fait en 1684» (Берлин, 1883) служат главным источником биографии Грегори. После смерти пастора руководство театром перешло к Гивнеру, однако позднейшие постановки не сопровождались успехом у придворной публики, и театр вскоре закрылся.